# اريك روث
اريك روث (بالإنجليزية: Eric Roth)‏ هو كاتب سيناريو أمريكي، ولد في 22 مارس 1945 في نيويورك في الولايات المتحدة.

## وصلات خارجية
- اريك روث على موقع IMDb (الإنجليزية)
- اريك روث على موقع روتن توميتوز (الإنجليزية)
- اريك روث على موقع ألو سيني (الفرنسية)
- اريك روث على موقع ميوزك برينز (الإنجليزية)
- اريك روث على موقع أول موفي (الإنجليزية)
- اريك روث على موقع قاعدة بيانات الأفلام السويدية (السويدية)
- اريك روث على موقع قاعدة بيانات الفيلم (الإنجليزية)